# سه تلون
سه تلون، روستایی در دهستان سه تلون بخش ابوالفارس شهرستان رامهرمز در استان خوزستان ایران است. این روستا، مرکز دهستان سه تلون است.

## جمعیت
بر پایه سرشماری عمومی نفوس و مسکن در سال ۱۳۹۵، جمعیت این روستا برابر با ۱٬۱۸۲ نفر (۲۹۴ خانوار) بوده است.